# Medicine for Melancholy
Pour le recueil de nouvelles de Ray Bradbury, voir Un remède à la mélancolie.
Pour plus de détails, voir Fiche technique et Distribution.
Medicine for Melancholy est un film américain écrit et réalisé par Barry Jenkins, sorti en 2008. Le film met en vedette Wyatt Cenac, Tracey Heggins et Elizabeth Acker.
Le film a été présenté en première mondiale à South by Southwest le 7 mars 2008. Il est sorti en édition limitée le 30 janvier 2009 par IFC Films.

## Synopsis
Medicine for Melancholy raconte la romance d'une journée de Micah (Wyatt Cenac) et de Jo (Tracey Heggins), deux Noirs de vingt-trois ans qui ont une relation d'un soir et finissent par passer une journée et une nuit ensemble, malgré la relation longue distance de Jo avec un riche galeriste blanc. 
Micah et Jo se réveillent dans un lit inconnu après une fête et se séparent. Jo laisse son portefeuille dans le taxi qu'ils partagent et ils se reconnectent lorsque Micah le lui rend à son appartement. Tout au long de la journée, Micah et Jo visitent le musée de la diaspora africaine, tombent sur une réunion de la coalition pour le logement abordable et assistent à un concert. S'aventurant autour de San Francisco, ils discutent de race et de gentrification, reliant tout ça au faible pourcentage de Noirs vivant à San Francisco. Micah critique ouvertement la relation interraciale de Jo alors qu'il lutte pour réconcilier son identité noire avec le monde à prédominance blanche de la scène hipster à San Francisco.